# Electric Wizard
Electric Wizard é uma banda de stoner rock/doom metal de Dorset na Inglaterra, formada em 1993 após o termino das bandas Eternal/Thy Grief Eternal e Our Haunted Kingdom (mais tarde renomeada para Orange Goblin).
A banda começou como Doom Metal puro, mas depois foi absorvendo influências psicodélicas, se aproximando do estilo conhecido como Stoner Rock. A banda já lançou vários álbuns pela gravadora Rise Above, que pertence a Lee Dorrian (ex-Napalm Death/Cathedral). A banda teve todos os seus álbuns relançados em 2006 pela gravadora, em edições em Digipack com faixas bônus. Seu álbum mais recente foi Wizard Bloody Wizard, lançado em 2017. Em 2020, a Metal Hammer incluiu o disco Come My Fanatics... em sua lista dos 10 melhores álbuns de 1997 e também em sua lista de 20 melhores álbuns de metal do mesmo ano. No mesmo ano, a publicação mencionou ainda o disco Dopethrone como um dos 20 melhores álbuns de metal de 2000.

## Membros
- Jus Oborn - vocal & guitarra
- Liz Buckingham - guitarra
- Clayton Burgess - baixo
- Simon Poole - bateria

### Ex-membros
- Tim Bagshaw - baixo
- Mark Greening - bateria
- Rob Al-Issa - baixo
- Justin Greaves - bateria

## Discografia

### Álbuns Completos
- Electric Wizard (1995/2006)
- Come My Fanatics (1997/2006)
- Dopethrone (2000/2006)
- Let Us Prey (2002/2006)
- We Live (2004/2006)
- Witchcult Today (2007)
- Black Masses (2010)
- Time To Die (2014)
- Wizard Bloody Wizard (2017)

### EP's
- Chrono.naut(1997)
- Supercoven (1998/2000)
- The Processean (2008)
- Legalize Drugs and Murder (2012)

### Splits
- Electric Wizard/Our Haunted Kingdom Split (1996)
- Electric Wizard/Orange Goblin Split  (1998)
- Electric Wizard / Reverend Bizarre Split  (2008)

### Coletâneas
- Pre-Electric Wizard 1989-1994 (2006)